# ييتشانغ
ييتشانغ (بالصينية: 宜昌市 )‏ هي مدينة على مستوى محافظة، في جمهورية الصين الشعبية، تتبع خوبي، بلغ عدد سكانها 4,115,000 نسمة، تبلغ مساحتها 21,227 كيلومتر مربع، رمزها البريدي هو 443000.

## مدن توأم
المدن التوأم:
- متز
- زاباروجيا
- لودفيغسبورغ
- فالنسيان
- كاشيوازاكي، نييغاتا
- فوز دو إيغواسو
- مقاطعة واشنطن
- يوكايتشي، ميه.

## التقسيمات الإدارية
- Xiling, Yichang [الإنجليزية]‏
- Wujiagang, Yichang [الإنجليزية]‏
- Dianjun, Yichang [الإنجليزية]‏
- Xiaoting, Yichang [الإنجليزية]‏
- Yiling, Yichang [الإنجليزية]‏
- Yuan'an County [الإنجليزية]‏
- Xingshan County [الإنجليزية]‏
- Zigui County [الإنجليزية]‏
- Changyang Tujia Autonomous County [الإنجليزية]‏
- Wufeng Tujia Autonomous County [الإنجليزية]‏
- ييدو، هوبى  [لغات أخرى]‏
- دانجيانج  [لغات أخرى]‏
- تشيجيانغ  [لغات أخرى]‏.

## أعلام
- ليو لو
- جون فيرنستروم